# Fernanda Botelho (matemática)
Fernanda Maria Botelho (1957) é um matemática estadunidense, professora da Universidade de Memphis.
Estudou na Universidade do Porto. Obteve um Ph.D. em 1988 na Universidade da Califórnia em Berkeley, orientada por Jenny Harrison. De 2013 a 2016 foi professora da Universidade de Memphis.